# Хёгсдорф
Хёгсдорф (нем. Högsdorf) — община в Германии, в земле Шлезвиг-Гольштейн. 
Входит в состав района Плён. Подчиняется управлению Лютенбург-Ланд.  Население составляет 416 человек (на 31 декабря 2010 года). Занимает площадь 10,92 км².